# Sarcophaga panormi
Sarcophaga panormi är en tvåvingeart som beskrevs av Povolny 1998. Sarcophaga panormi ingår i släktet Sarcophaga och familjen köttflugor. Inga underarter finns listade i Catalogue of Life.